# Hosahalli, Chiknayakanhalli
Hosahalli là một làng thuộc tehsil Chiknayakanhalli, huyện Tumkur, bang Karnataka, Ấn Độ.